# عائشة الأبلق
عائشة الأبلق هي سياسية ونائبة برلمانية وناشطة نسوية مغربية وُلدت في مدينة طنجة في المغرب.

## مسيرتها المهنية
أنتخبت عائشة الأبلق كعضو في البرلمان المغربي في الانتخابات التشريعية المغربية لعام 2016 وحتى عام 2021 عن الدائرة الانتخابية الوطنية الجزء الأول المخصص للنساء كممثلة لحزب التقدم والاشتراكية، وضمن الكتلة البرلمانية لنفس الحزب، وكانت عضو لجنة مراقبة المالية العامة بمجلس النواب المغربي، وممثلة المملكة المغربية في الجمعية البرلمانية لمجلس أوروبا في الفترة من يونيو عام 2017 وحتى يناير عام 2018. كانت عائشة الأبلق عضو بالمكتب السياسي لحزب التقدم والاشتراكية وترأست مجموعة الحزب في الانتخابات التشريعية المغربية التي جرت عام 2016.